# Liste de jeux de tir à la troisième personne
La liste de jeux de tir à la troisième personne répertorie les jeux vidéo de tir à la troisième personne, classés par ordre alphabétique.
- Haut – A
- B
- C
- D
- E
- F
- G
- H
- I
- J
- K
- L
- M
- N
- O
- P
- Q
- R
- S
- T
- U
- V
- W
- X
- Y
- Z

## 0-9
- 007 : Quitte ou double ;
- 007: Quantum of Solace ;
- 24 heures chrono, le jeu ;
- 50 Cent: Blood on the Sand.

## A
- Alias ;
- Alice : Retour au pays de la folie ;
- American McGee's Alice ;
- Apocalypse ;
- AquaNox: The Angel's Tears ;
- Armored Core ;
- Armored Core 2 ;
- Armored Core 2: Another Age ;
- Armored Core 3 ;
- Armored Core 4 ;
- Armored Core V ;
- Armored Core: For Answer ;
- Armored Core: Formula Front ;
- Armored Core: Last Raven ;
- Armored Core: Master of Arena ;
- Armored Core: Nexus ;
- Armored Core: Nine Breaker ;
- Armored Core: Project Phantasma ;
- Army Men: Major Malfunction ;
- Army Men: Omega Soldier ;
- Army Men: Sarge's Heroes 2 ;
- Army of Two ;
- Army of Two : Le 40e jour ;
- Army of Two : Le Cartel du diable.

## B
- Bad Boys 2 ;
- Bad Day L.A. ;
- Battlefield Heroes ;
- Binary Domain ;
- Bionicle Heroes ;
- Blood Bros. ;
- Blood Stone 007 ;
- Bons baisers de Russie ;
- Brute Force.

## C
- Cabal ;
- Conflict: Desert Storm ;
- Conflict: Desert Storm II ;
- Conflict: Global Storm ;
- Conflict: Vietnam ;
- Crackdown 2 ;
- Crackdown 3.

## D
- Dark Sector ;
- Dark Void ;
- Dead Space ;
- Dead Space 2 ;
- Dead Space 3 ;
- Dead to Rights ;
- Dead to Rights II ;
- Defiance ;
- Demain ne meurt jamais ;
- Destroy All Humans! ;
- Destroy All Humans! 2 ;
- Destroy All Humans! En route vers Paname ! ;
- Die Hard : Piège de cristal ;
- Die Hard Trilogy ;
- Die Hard Trilogy 2: Viva Las Vegas ;
- Drake of the 99 Dragons ;
- Drawn to Death ;
- Duke Nukem (Game Boy Color) ;
- Duke Nukem: Land of the Babes ;
- Duke Nukem: Time to Kill ;
- Duke Nukem: Zero Hour.

## E
- E.X. Troopers ;
- Earth Defense Force 2025 ;
- Earth Defense Force: Insect Armageddon ;
- Eat Lead: The Return of Matt Hazard ;
- Enter the Matrix ;
- Exteel.

## F
- Fade to Black ;
- Force de défense terrestre 2017 ;
- Fracture ;
- Freedom Fighters ;
- Fur Fighters ;
- Fuse.
- Fortnite

## G
- Gamshara ;
- Gears of War ;
- Gears of War 2 ;
- Gears of War 3 ;
- Gears of War 4 ;
- Gears of War: Judgment ;
- Ghost of Tsushima ;
- Giants: Citizen Kabuto ;
- Gigantic ;
- Global Defence Force ;
- Grand Theft Auto: Liberty City Stories ;
- Gun ;
- Gungrave.

## H
- Heavy Metal: FAKK2 ;
- Heretic II.

## I
- Indiana Jones et la Machine infernale ;
- Infernal ;
- Iron Brigade ;
- Iron Storm.

## J
- Just Cause

## K
- K.Hawk: Survival Instinct ;
- Kane and Lynch 2: Dog Days ;
- Kane and Lynch: Dead Men ;
- Kill Switch.

## L
- Lead and Gold: Gangs of the Wild West ;
- Link's Crossbow Training ;
- Lone Soldier ;
- Lost Planet 2 ;
- Lost Planet 3 ;
- Lost Planet: Extreme Condition ;
- Lost Reavers.

## M
- Made Man ;
- Mafia II ;
- Mafia III ;
- MageSlayer ;
- Mass Effect Infiltrator ;
- Max Payne ;
- Max Payne 2: The Fall of Max Payne ;
- Max Payne 3 ;
- MDK ;
- MDK 2 ;
- Mercenaries: Playground of Destruction ;
- Messiah ;
- Metal Arms: Glitch in the System ;
- Metal Wolf Chaos ;
- Mission impossible.

## N
- NAM-1975.

## O
- Oni ;
- Operation WinBack.

## P
- P.N.03 ;
- Plants vs. Zombies: Garden Warfare ;
- Plants vs. Zombies: Garden Warfare 2 ;
- PlayerUnknown's Battlegrounds;
- Project Nomads ;
- Psi-Ops: The Mindgate Conspiracy.

## Q
- Quantum Break.

## R
- Red Faction: Armageddon ;
- Red Faction: Guerrilla ;
- Resident Evil 4 ;
- Resident Evil 5 ;
- Resident Evil 6 ;
- Resident Evil: Operation Raccoon City ;
- Resident Evil: Revelations 2 ;
- Resistance: Retribution.
- Ratchet & Clank

## S
- S4 League ;
- Second Sight ;
- Shadowgun ;
- Shadows of the Damned ;
- Silent Debuggers ;
- Silent Line: Armored Core ;
- Sleeping Dogs ;
- Spec Ops: The Line ;
- Splatoon ;
- Splatoon 2 ;
- Star Fox: Assault ;
- Star Trek ;
- Star Trek : Le Mal caché ;
- Star Trek: Deep Space Nine - The Fallen ;
- Star Wars: Battlefront ;
- Star Wars: Battlefront - Elite Squadron ;
- Star Wars: Battlefront - Renegade Squadron ;
- Star Wars: Battlefront II ;
- Star Wars: Jedi Knight - Mysteries of the Sith ;
- Star Wars: Shadows of the Empire ;
- StarCraft: Ghost ;
- Stargate Resistance ;
- Starhawk ;
- State of Decay ;
- Stranglehold ;
- Sunset Overdrive ;
- Syphon Filter ;
- Syphon Filter 2 ;
- Syphon Filter 3 ;
- Syphon Filter: Dark Mirror ;
- Syphon Filter: Logan's Shadow ;
- Syphon Filter: The Omega Strain.

## T
- Take No Prisoners ;
- The Bureau: XCOM Declassified ;
- The Club ;
- The Day Before ;
- The Devil Inside ;
- The Evil Within ;
- The Last of Us ;
- The Last of Us (série de jeux vidéo) ;
- The Last of Us Part II ;
- The Order: 1886 ;
- The Punisher ;
- The Saboteur ;
- Tom Clancy's Ghost Recon Phantoms ;
- Total Overdose ;
- Transformers ;
- Transformers 3 : La Face cachée de la Lune ;
- Transformers : La Chute de Cybertron ;
- Transformers : La Guerre pour Cybertron ;
- Transformers, le jeu ;
- True Crime: New York City ;
- True Crime: Streets of LA.

## U
- Umbrella Corps ;
- Uncharted 2: Among Thieves ;
- Uncharted: Drake's Fortune ;
- Uncharted: Golden Abyss ;
- Unit 13 ;
- Unreal Championship 2: The Liandri Conflict.

## V
- Van Helsing ;
- Vanquish ;
- Virus.

## W
- Wanted : Les Armes du destin ;
- Warframe ;
- Warhammer 40,000: Eternal Crusade ;
- Warhammer 40,000: Space Marine ;
- Warhawk ;
- WET ;
- Wild Guns.

## X
- Xybots.